# Обавезна војна обука за мушкарце старије од 30 година у Србији
| Обавезна војна обука за мушкарце старије од 30 година у Србији |                                                                                      |
| Војници Србије приликом марша |                                                                                      |
| Држава: | Република Србија                                                                     |
| Министарство: | Министарство одбране Републике Србије                                                |
| Војска: | Војска Србије                                                                        |
| Покренуо: | Александар Вулин (бивши министар одбране)                                            |
| Година покретања: | 2018.                                                                                |
| Статус лица: | Војни обвезници                                                                      |
| Састав војске: | Резервни састав                                                                      |
| Пол полазника: | Мушкарци                                                                             |
| Категорија полазника: | Старији од 30 година који нису одслужили добровољни војни рок са оружјем од 6 месеци |
| Старосна доб: | Од 30 до 60 година                                                                   |
| Време обуке: | 30 дана                                                                              |
| Минимална нето плата: | По једном резервисти 67.769 динара месечно 2023. године                              |
| Обучени у једној години: | Мање од 500 резервиста у 2023. години                                                |
| Укупно обучених: | Око 3.300 резервиста од 2018. до 2023. године                                        |
| Казнене последице у случају неодазивања |                                                                                      |
| ● Принудно привођење ● Новчана казна од 10.000 до 50.000 динара ● Затворска казна до 60 дана. |                                                                                      |
| Оправдано изузеће од обуке у случају |                                                                                      |
| ● Приговора савести ● Болести (војне неспособности) ● Смртног случаја и тешке болести у породици ● Заразних болести ● Захтева државног органа, привредног друштво, правног лица или предузетника ● Рођења детета ● Склапања брака. |                                                                                      |

Обавезна војна обука за мушкарце старије од 30 година у Србији представља обавезну војну обуку за психо-физички здраве односно војно способне мушкарце који су навршили 30 година старости, а да притом нису одслужили добровољни војни рок са оружјем од шест месеци. Они се том приликом уводе у резервни састав Војске Србије. Ова војна обука важи за све мушкарце војне обавезнике између 30 до 60 година старости. Неодазивање овој обуци или неоправдавање изостанка на позив подлеже принудном привођењу, али и казном између 10.000 до 50.000 динара, или 60 дана затвора.
Први део основне обуке траје 15 дана, док други део специјалистичке обуке траје 15 дана односно цела обука траје укупно 30 дана. Пре позива за војну обуку резервисти добијају позив на лекарски преглед у некој од војномедицинских установама у Србији. Након лекарског прегледа и уколико је здравствено способан за војну обуку резервиста добија позив за војну обуку 30 дана пре датума јављања на заказану обуку, а уколико неки од њих није у могућности да се одазове, има рок од осам дана да достави оправдање или да уложи приговор савести од дана уручења позива.
Сви они који су у радном односу, а позвани су на обуку, добијаће уобичајену плату. То значи да запослени за време трајања обуке примају плату у висини своје просечне зараде у претходних 12 месеци. Послодавац је у обавези да исплати уобичајену плату, што ће му Војска Србије рефундирати.
Запосленим особама биће плаћени и сви пратећи трошкови: путни, здравствено осигурање, смештај и храна. Такође им припада и накнада у висини основице од које плаћа допринос за обавезно социјално осигурање.
Они који су позвани на обуку, а самостално обављају делатност, исплата накнаде врши се у висини основице од које плаћају допринос за обавезно социјално осигурање.
Са друге стране, они који нису осигурани по основу запослења или обављања самосталне делатности, затим пољопривредници, као и они који примају пензију или новчану накнаду због привремене незапослености за време вршења службе у резервном саставу, припада новчана накнада у висини нето плате по чину и дужности професионалног војника чина разводника. Сви припадници резервног састава имају и право на накнаду трошкова за превоз јавним саобраћајем, од места пребивалишта до места јављања за обављање војне обавезе.
Одлагање је могуће и услед смрти или тешке болести члана домаћинства, као и ако у месту у коме позвана особа живи влада заразна болест, уколико одлагање тражи државни орган, привредно друштво, правно лице или предузетник, као и приликом рођења детета и склапања брака.